# Smalenbroek

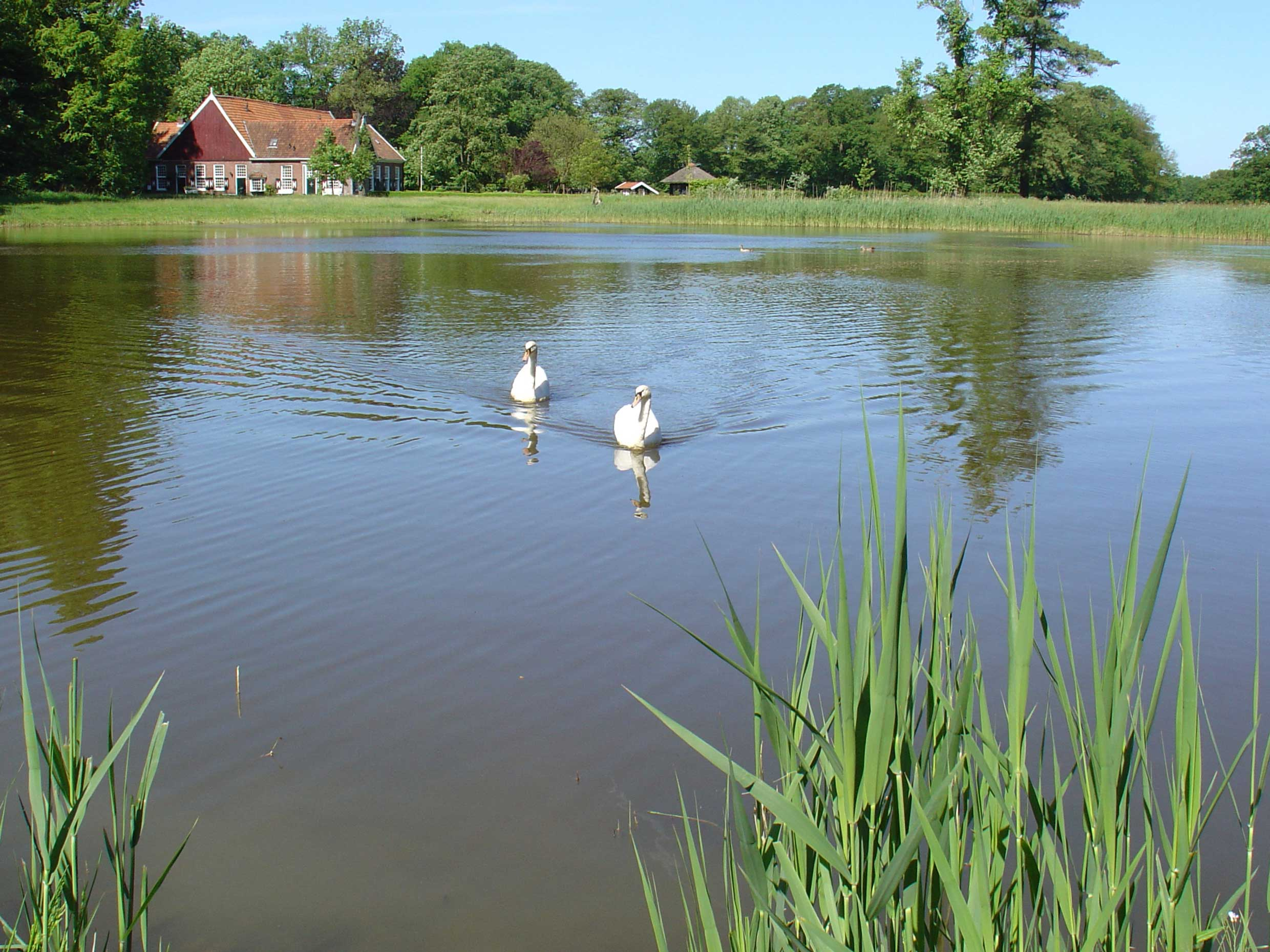
Vijver in het landgoed het Smalenbroek nabij Enschede

Het Smalenbroek is een landgoed van circa 85 hectare ten zuiden van Enschede.
Het Smalenbroek, gelegen op de zuidflank van de stuwwal Oldenzaal-Enschede, bestond al in 1346 als landgoed van Gerhardus van de Heuven. De boerderij op het landgoed dateert uit de 18e eeuw en is een rijksmonument. De textielfamilie Ter Kuile verkreeg het landgoed in haar bezit en liet er op het einde van de 19e eeuw een park met vijver en lanen door de landschapsarchitect Wattez aanleggen. De grote mammoetboom op het landgoed is in deze periode geplant.
De monumentale boerderij beschikt over een commiezenkamer. Deze stamt uit de tijd toen smokkelaars hun smokkelwaar van en naar Duitsland brachten en grensbewakers dit probeerden te verhinderen..
Het landgoed is vrij toegankelijk en is sinds 1979 in het bezit van het Landschap Overijssel, dat het beheer over het terrein voert. De villa en de boerderij zijn nog steeds in particulier bezit. Op de bolle es wordt rogge verbouwd.

## Trivia
Het Smalenbroek is het toneel waar het kinderboek Ziggy en de Coolkikkers: Grimmige gevechten om een verloren geschrift van de Twentse schrijver Leon Buiting zich afspeelt.